# اف. هیو هربرت
اف. هیو هربرت (انگلیسی: F. Hugh Herbert؛ ‏ ۲۹ مهٔ ۱۸۹۷ – ۱۷ مهٔ ۱۹۵۸) رمان‌نویس، فیلم‌نامه‌نویس، نمایشنامه‌نویس، کارگردان فیلم، بازیگر و تهیه‌کننده فیلم اهل ایالات متحده آمریکا بود.

## گزیدهٔ فیلم‌شناسی
- این احساس شاد (۱۹۵۸)
- کلبه کوچک (۱۹۵۷)
- ماه آبی است (۱۹۵۳)
- بیا قانونی‌اش کنیم (۱۹۵۱)
- زیبا نشسته (۱۹۴۸)
- بوسه و گفتگو (۱۹۴۵)
- مزرعه ملودی (۱۹۴۰)
- پُر مشغله (۱۹۳۶)
- اسمارتی (۱۹۳۴)
- نور شمع (۱۹۳۳)
- یک مرد مجرد (۱۹۲۹)
- چراغ‌های نیویورک (۱۹۲۸)